# Shipmeadow
Shipmeadow is een civil parish in het bestuurlijke gebied East Suffolk, in het Engelse graafschap Suffolk met 160 inwoners.